# Kurt John
Kurt John (* 15. September 1923 in Theley; † 10. September 1988 in Saarbrücken) war ein saarländischer Politiker (FDP/DPS).
John besuchte die Volksschule im saarländischen Hargarten und anschließend das Realgymnasium in Dillingen, wo er auch seine Reifeprüfung ablegte. 1941 meldete er sich freiwillig zur Luftwaffe und absolvierte an der Luftkriegsschule in Breslau eine Piloten- und Offiziersausbildung. Danach wurde er bis zum Kriegsende im Kampfgeschwader 100 „Wiking“ eingesetzt. Am 28. Dezember 1943 beantragte er die Aufnahme in die NSDAP und wurde zum 1. Mai 1944 aufgenommen (Mitgliedsnummer 10.065.143). Er geriet schließlich in amerikanische Kriegsgefangenschaft, aus der 1945 entlassen wurde. Im Anschluss arbeitete er als landwirtschaftlicher Helfer und Kraftfahrer, ab 1947 war er in der Dillinger Hütte beschäftigt, und ab 1950 war er als technischer Angestellter der Schraubenwerke Karcher in Beckingen tätig.
Ab 1950 engagierte er sich in der deutschen Opposition an der Saar für einen Beitritt zur Bundesrepublik Deutschland. Er trat der prodeutschen Demokratischen Partei Saar (DPS) bei und wurde 1955 für sie in den Landtag des Saarlandes gewählt. Er gehört dem Parlament bis 1970 an und war in dieser Zeit Mitglied im Landtagspräsidium (1956–1957, 1959–1967), 2. Vizepräsident des Landtags (1961–1967) und Vorsitzender FDP/DPS-Fraktion (1965–1970). Nachdem die FDP bei der Wahl 1970 an der Fünf-Prozent-Hürde gescheitert war, fand John eine Beschäftigung in der Saarbrücker Staatskanzlei.
Am 10. Juli 1975 wurde er mit dem Saarländischen Verdienstorden ausgezeichnet.